# Graphidastra
Graphidastra — рід лишайників родини Roccellaceae. Назва вперше опублікована 1990 року.